# Вреде
Вреде — шведский баронский род, который происходит из курфюршества Кёльнского, где он был известен с середины XI столетия.

## История
Грамотой Шведской Королевы Христины, от 8 / 18 августа 1653 года, губернатор (ландсгевдинг) Абоский Карл-Герман Вреде возведен, с нисходящим его потомством, в баронское Королевства Шведского достоинство.
Род потомков его: подполковника Густава, уездного судьи Карла-Генриха, майора Фабиана-Готлиба и подпоручика Отто-Раббе баронов Вреде внесен в матрикул Рыцарского Дома Великого Княжества Финляндского, в число родов баронских под № 2.
Той же грамотой в баронское королевства Шведского достоинство возведен капитан-лейтенант Каспар Вреде, с нисходящим его потомством.
Определением Правительствующего Сената, от 5 сентября 1855 года, и Высочайше утверждённым 20 декабря 1865 года, мнением Государственного Совета за эстляндской дворянской фамилией фон-Вреде признан баронский титул. Определением Правительствующего Сената, от 7 декабря 1866 года, утверждён в баронском достоинстве барон Николай Павлович фон-Вреде.

## Описание герба
по Долгорукову
Щит расчетверён. В 1-й серебряной части осёдланный конь с дворянской короной на голове, скачущий вправо; во 2-й золотой воин с красной повязкой через правое плечо с мечом в правой руке; в 3-й красной два меча в Андреевский крест остриями вверх, продетые сквозь дворянскую корону; в 4-й лазоревой лев влево.
В центре герба щиток с родовым гербом шведских дворян Вреде: в золотом поле зелёный лавровый венок, на коем видно пять красных роз.
На щите баронская корона, по бокам её два шлема с баронскими коронами
Щит увенчан дворянскими шлемом и короной. Нашлемники: правый — два орлиных крыла, левое золотое, правое красное, между ними такой же, как в щитке, венок; левый — золотой лев между четырёх знамён, из коих два крайних голубые, а два средних белые. Намёт на щите красный и голубой, подложенный золотом и серебром.

## Известные представители
- Вреде, Александр Евстафьевич — Георгиевский кавалер; полковник; № 7401; 12 января 1846, в дальнейшем генерал-лейтенант
- Вреде, Богдан Астафьевич — Георгиевский кавалер; полковник; № 3144; 26 ноября 1816.
- Вреде, Гюнтер — немецкий доктор философии и архивариус.
- Вреде, Карл Астафьевич — Георгиевский кавалер; капитан; № 2002 (910); 23 августа 1808.
- Вреде, Карл-Филипп фон (1767—1838) — князь баварский, фельдмаршал и дипломат.
- Вреде, Людвиг (1894—1965) — австрийский фигурист выступавший в парном и одиночном катании.
- Вреде, Матильда[нем.] (1864–1928) — финляндская филантропка
- Вреде, Раббе Аксель (1851—1938) — финский юрист и политик, профессор права и ректор Императорского Александровского университета.
- Вреде, Фабиан (1760—1824) — шведский фельдмаршал.
- Вреде, Фердинанд (1863—1934) — немецкий лингвист, доктор филологических наук, профессор.
- Вреде, Фридрих Людвиг фон — Георгиевский кавалер; капитан; № 75 (76); 1 ноября 1770.

- Иван Бецкой — внебрачный сын баронессы Вреде.